# 弯喙黄耆
弯喙黄耆（学名：Astragalus campylorrhynchus）为豆科黄芪属的植物。分布于高加索、阿富汗、中亚、伊朗以及中国大陆的新疆等地，生长于海拔710米的地区，多生长于干河床上，目前尚未由人工引种栽培。